# Ponte Marco Polo
A Ponte Marco Polo, nome pela qual é mais conhecida a Ponte Lugou, (em chinês) é uma ponte de pedra e mármore a 15 quilômetros de Pequim, capital da China. Famosa no mundo ocidental desde a Idade Média, ela tem este nome por ser associada às famosas viagens do explorador e comerciante italiano Marco Polo pelo país, durante o século XIII.

## História
A ponte original foi construída entre 1189 e 1192, sendo reconstruída durante a dinastia Qing, no fim do século XVII. Ela tem 266,5 metros de comprimento com uma largura de 9,3 m suportada por 291 pilares; em cada um destes pilares se ergue um leão de pedra e em cada um destes leões se escondem as imagens de outros pequenos leões, na cabeça, nas costas, sob a barriga e sobre as patas. Durante anos várias investigações foram feitas para se determinar o número exato destas figuras, mas nunca se chegou a uma conclusão final, com o número variando entre 482 e 496. Alguns documentos antigos, entretanto, estabelecem que originalmente seriam 627 leões. A postura de cada um deles varia de acordo com sua idade. A maioria data das dinastias Ming (1368-1644) e Qing (1644-1911), alguns são do século XIV e os mais antigos, mais raros, do século XII.

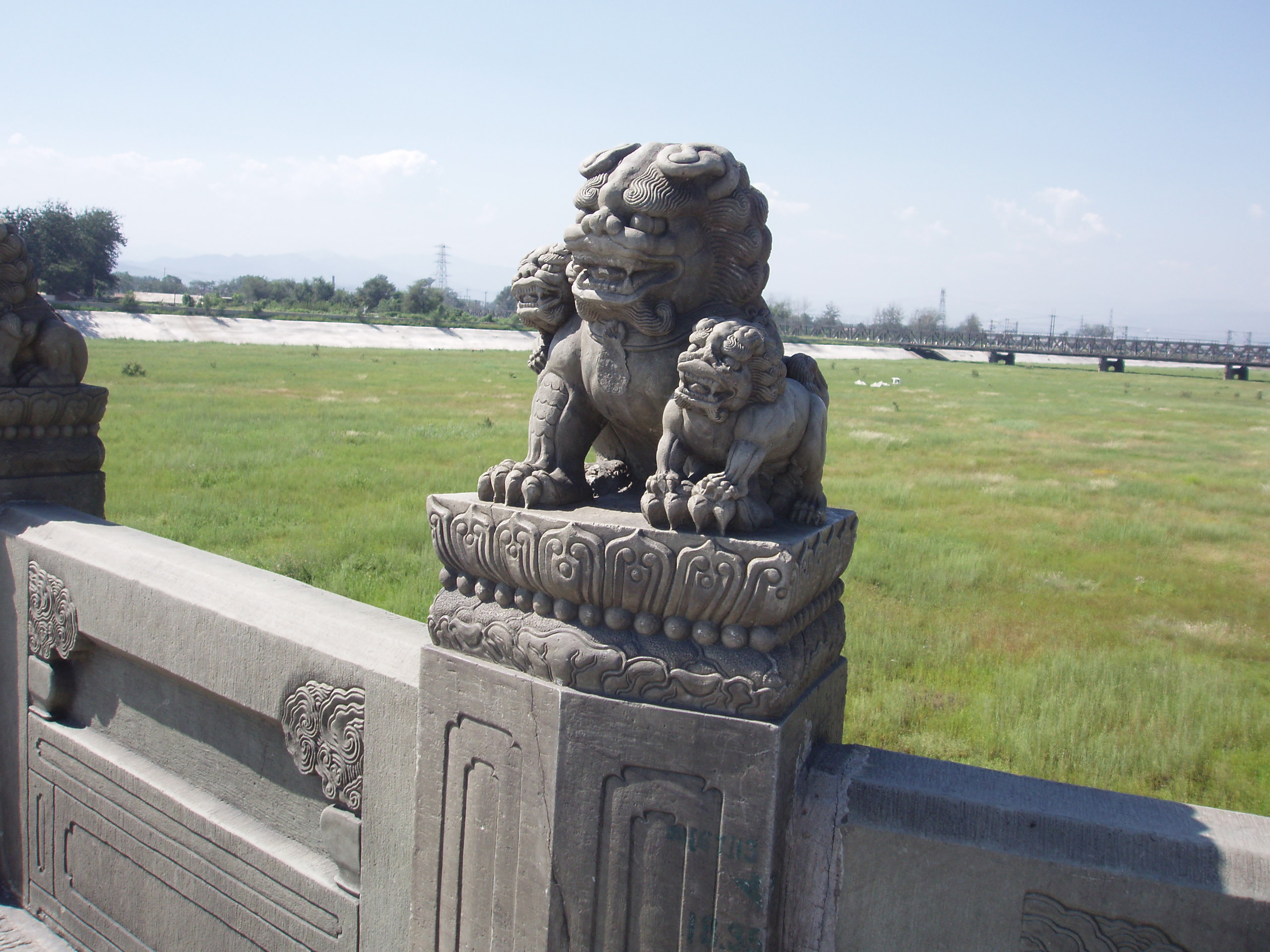
Os leões de pedra encimam cada pilar da ponte

Quatro colunas ornamentais de 4.65m de altura com um monólito de mármore branco se erguem ao final de cada lado da ponte. Um destes monólitos recorda a sua reconstrução pelo Imperador Kangxi em 1698; outro mostra a caligrafia do Imperador Qianlong, neto de Kangxi, e nele se lê “a lua da manhã sobre Lugou”. Por setecentos anos desde sua construção, ela tem sido um ponto referencial e turístico da cidade de Pequim.
Além de famosa por seus adereços estéticos, a ponte em si é considerada uma maravilha arquitetônica. Construída de granito sólido, ela possui um grande arco central flanqueado por outros dez menores. As laterais de cada um destes arcos é protegida por pilares triangulares de ferro, que foram instalados como prevenção contra danos causados por enchentes e gelo. 
Entretanto, a Ponte Marco Polo também tem um lugar sombrio na história moderna da China e da humanidade, causado por memórias dolorosas diferentes das provocadas naqueles que a visitam por sua beleza e referência histórica medieval. Foi ali, em julho de 1937, que milhares de soldados chineses morreram em sua defesa contra a invasão das tropas japonesas a Pequim, no que ficou conhecido como Incidente da Ponte Marco Polo, marco inicial da guerra de oito anos entre o Japão e a China, a Segunda Guerra Sino-Japonesa, de 1937 a 1945.